# Верхня Салія
Верхня Са́лія (рос. Верхняя Салия) — село у складі Агінського району Забайкальського краю, Росія. Входить до складу Хойто-Агинського сільського поселення, є його дальнім анклавом — знаходиться на території Читинського району.

## Населення
Населення — 14 осіб (2010; 5 у 2002).
Національний склад (станом на 2002 рік):
- росіяни — 100 %